# Tony Vincent
Anthony DeVincenzo, detto Tony (New York, 17 settembre 1925 – Miami, 10 marzo 2023), è stato un tennista statunitense.

## Biografia
Si arruolò durante la seconda guerra mondiale negli Air Corps e una volta terminato il conflitto iniziò la sua carriera tennistica, nel 1951 vinse i Canadian Open mentre raggiunse in due occasioni le finali a Monte Carlo uscendone sconfitto nel 1954 da Lorne Main e nel 1956 da Hugh Stewart.
Nei tornei dello Slam vanta il quarto turno agli U.S. National Championships 1957 mentre sia al Roland Garros che a Wimbledon si fermò al terzo turno.